# Ceren Karaçayır

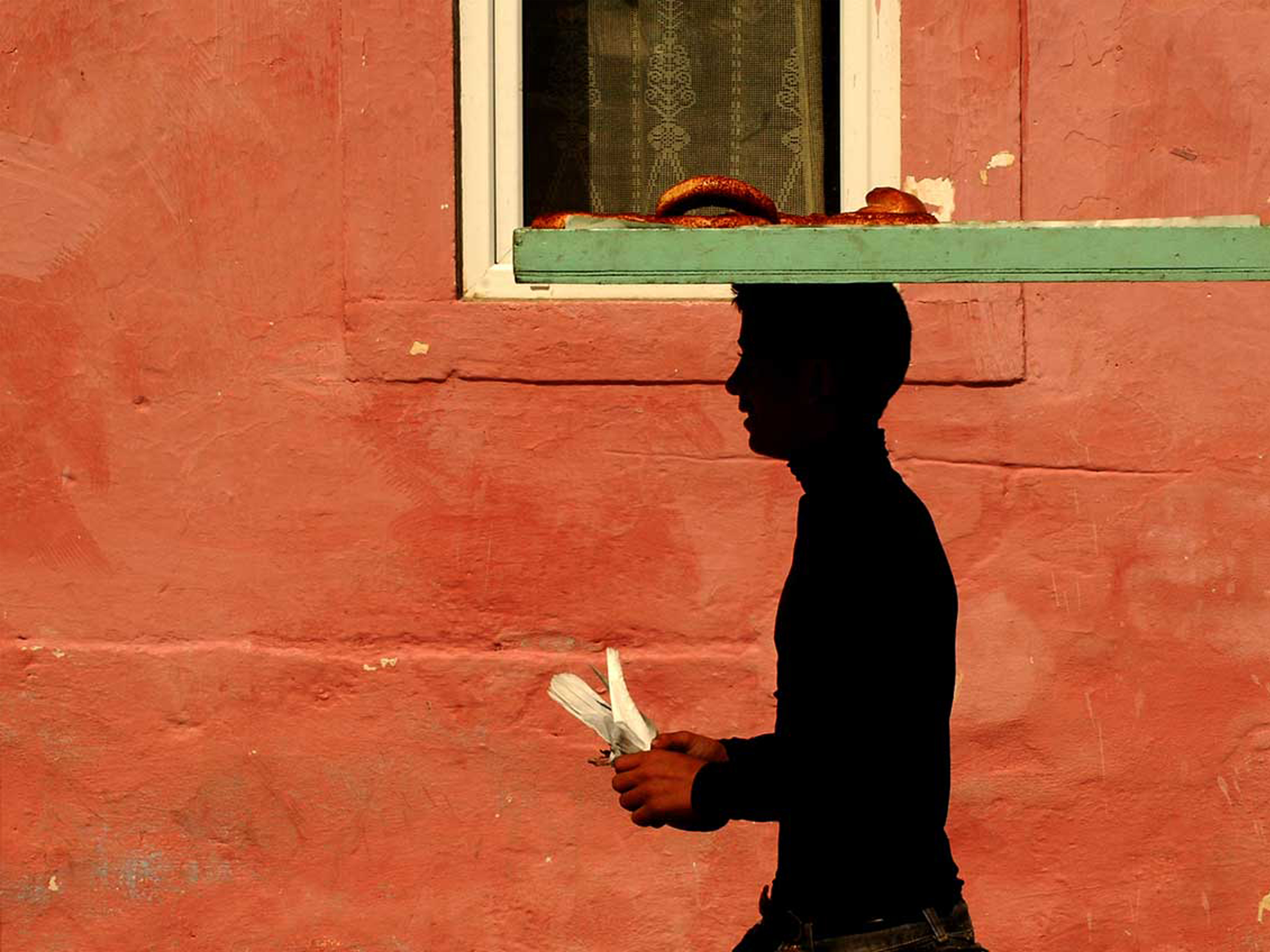
Ceren Karaçayır Drobez

Ceren Karaçayır Drobez (* 1983, Istanbul) je turecká fotografka.

## Životopis
Ceren Karaçayır se narodila v Istanbulu v roce 1983. Po maturitě na Koşuyolu Hüseyin Avni Sözen Anatolian High School, v roce 2006 absolvovala Fakultu výtvarných umění na Marmarské univerzitě. V roce 2010 ukončila magisterské studium v Institutu výtvarných umění s tezí o moci fotografie v kontextu politické kritiky sociálního života.
V roce 2007 zahájila svou první samostatnou výstavu sponzorovanou soukromou zdravotnickou institucí, o vzdělávání a společenském životě dětí s Downovým syndromem, v kulturním centru Barış Manço a později v Caddebostanském kulturním centru.
V roce 2008 spolupracovala s nadací Naděje pro děti s rakovinou a na podporu kampaně lékařů oddělení hematologie-onkologie pracoval na dokumentárním fotografickém projektu, ze kterého věnovala peníze na dům, který má být postaven.
Jako kulturní velvyslankyně společnosti Slovenska Filantropija, největší organizace občanské společnosti ve Slovinsku, se účastnila projektu financovaného Evropou.
Stále (2020) pracuje na velvyslanectví Ministerstva zahraničních věcí Turecké republiky.

## Ocenění
- 2007 National Geographic International Photography Contest, „Human Category“, první cena Turecko
- 2007, National Geographic International Photography Contest, "Human Category", druhá světová cena
- 2007, Turecká americká asociace, „Soutěž turecko-amerického přátelství“, první fotografie
- 2006, HSBC Bank první místo ve fotografické soutěži "Různé perspektivy obohacují náš svět"
- Výstavní ceny v různých fotografických soutěžích

## Galerie

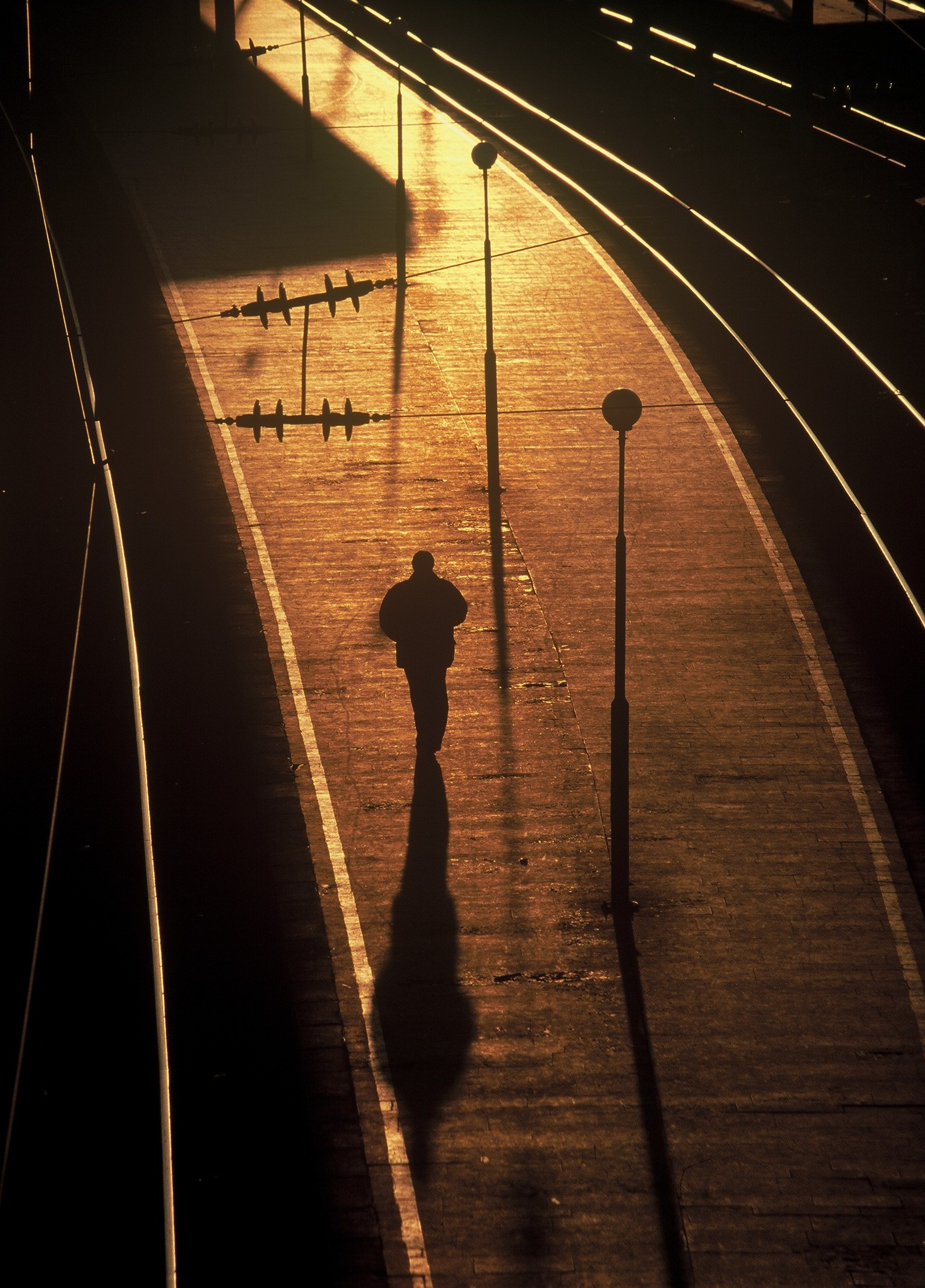